# 낚시왕 강바다
《낚시왕 강바다》(일본어: スーパーフィッシング グランダー武蔵, 슈퍼피싱 그랜더 무사시)는 코로코로코믹에서 1996년 11월호부터 2002년 2월호까지 연재된 낚시를 소재로 한 만화이다. 코로코로코믹 외에 별책 코로코로코믹, 하이퍼 코로코로에도 연재되고 있었다. TV애니메이션은 TV도쿄와 니폰애니메이션에서 제작되었으며, 1997년 총 25화가 방영되었으며, 2기에 해당하는 《슈퍼피싱 그랜더 무사시 레볼루션》(일본어: スーパーフィッシング グランダー武蔵RV)은 1998년 총 39화가 방영되었다. 대한민국에서는 1999년부터 2000년 MBC에서 "낚시왕 강바다"란 이름으로 방영되었다.